# 自然公園
自然公園（しぜんこうえん）は、都市計画や農耕地から保護された領域を指す。こうした景観地は所在する自治体によって維持・管理が行われ、重要な観光資源となっている。

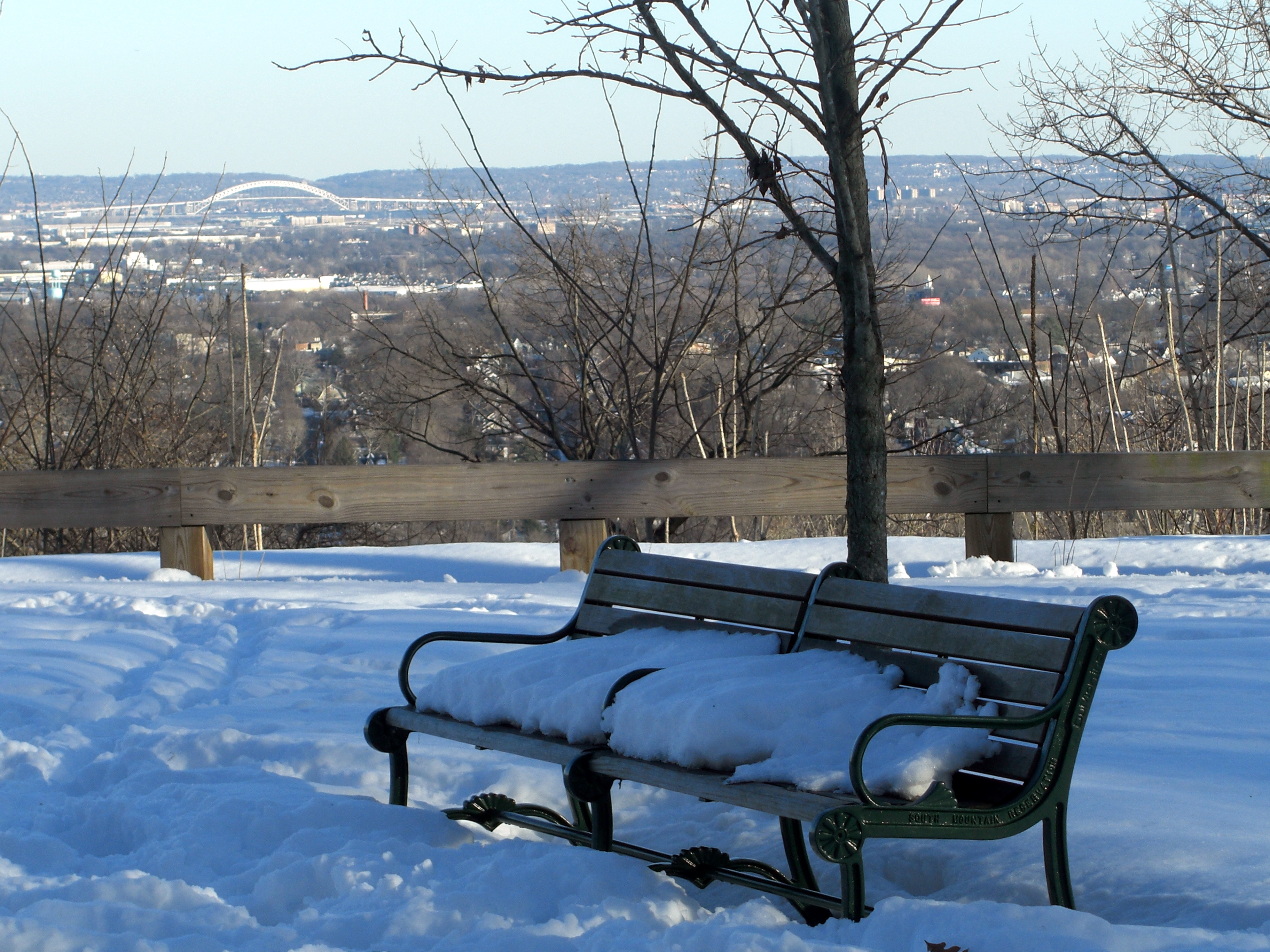
ニューヨーク都市圏の自然公園

よく似た概念に国立公園があるが、こちらは国際自然保護連合 (IUCN) の定義による。

## ヨーロッパ

### オーストリア

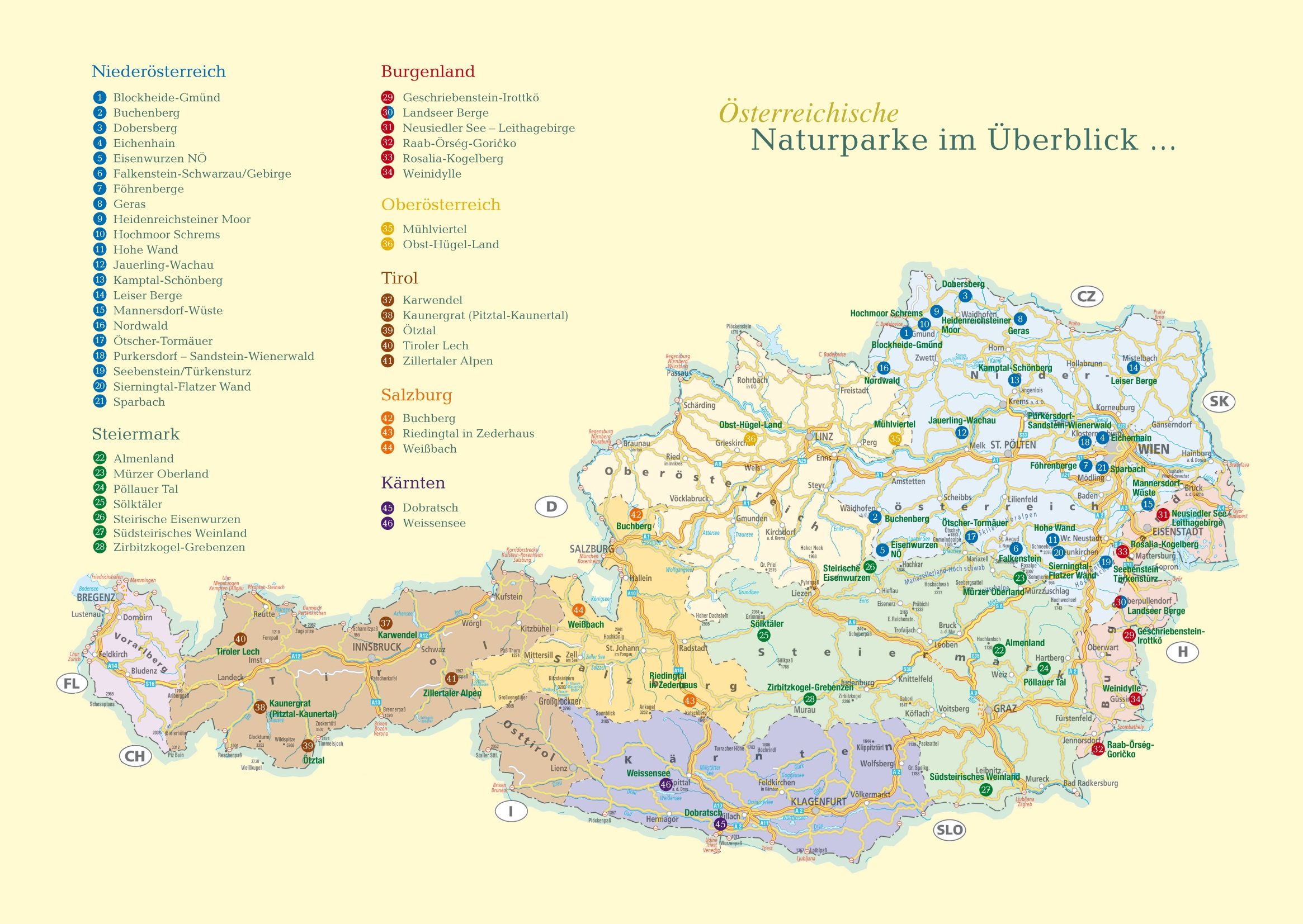
オーストリアの自然公園

2010年4月現在、47の自然公園があり総面積は500,000 haに達する。毎年2000万人の観光客が訪れている。
主な指定地は、ヴァイトホーフェン・アン・デア・イプス、ヴァッハウ渓谷、ウィーンの森、エッツタールなど。

### クロアチア
国立公園はヴェレビト山脈など8か所、自然公園は11か所指定されている。

### ドイツ

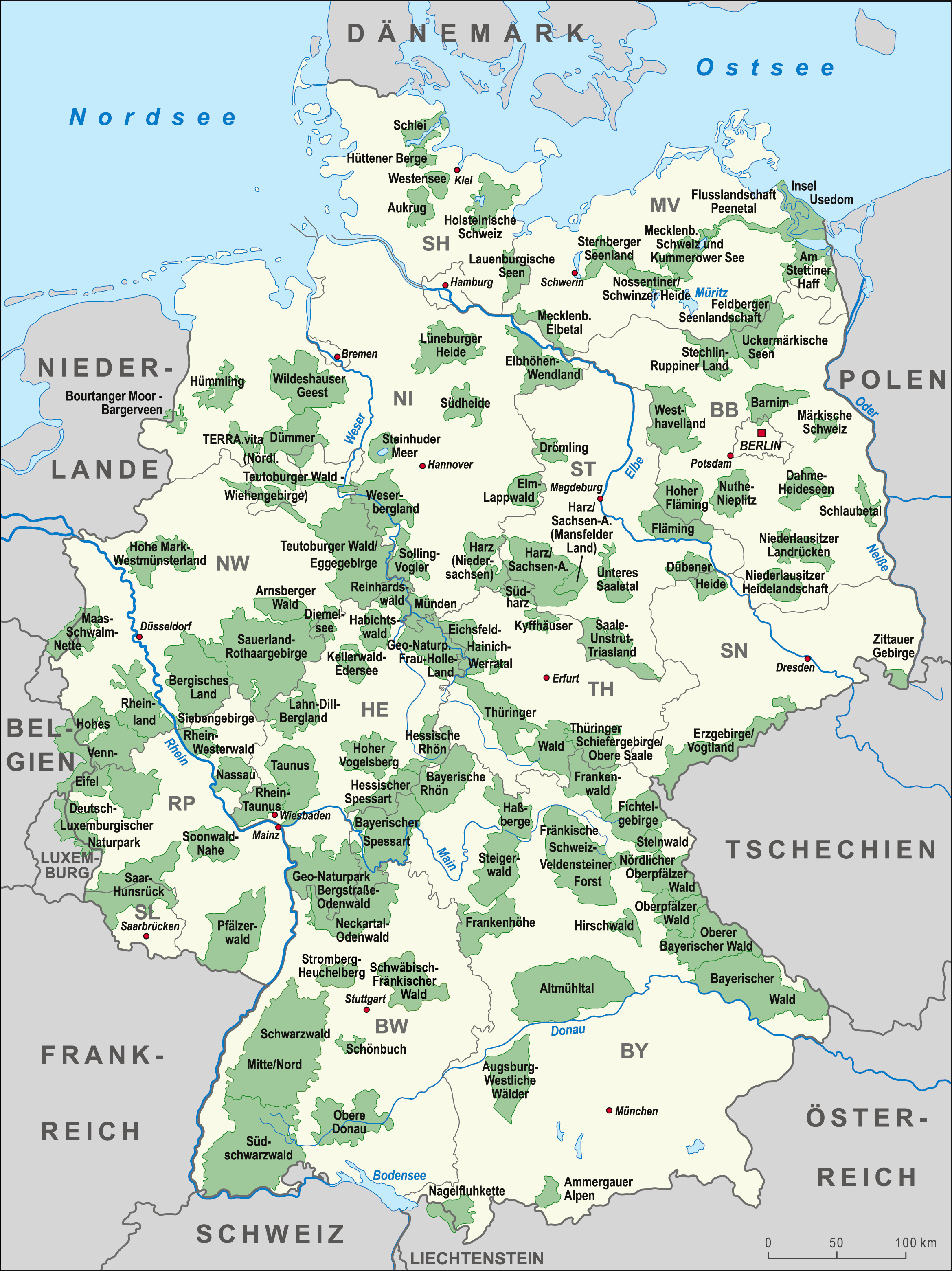
ドイツの自然公園

2009年3月現在、101の自然公園があり国土の25%を占める。
主な指定地は、アルトミュールタール自然公園、ベルクシュトラーセ＝オーデンヴァルトジオパーク、シュヴァルツヴァルト、フィヒテル山地、フランケンヴァルト、フォーゲルスベルク山地など。

### イタリア
南チロルにはサレンティーノなど8つの自然公園があり、いずれも国立公園に指定されている。

### スイス

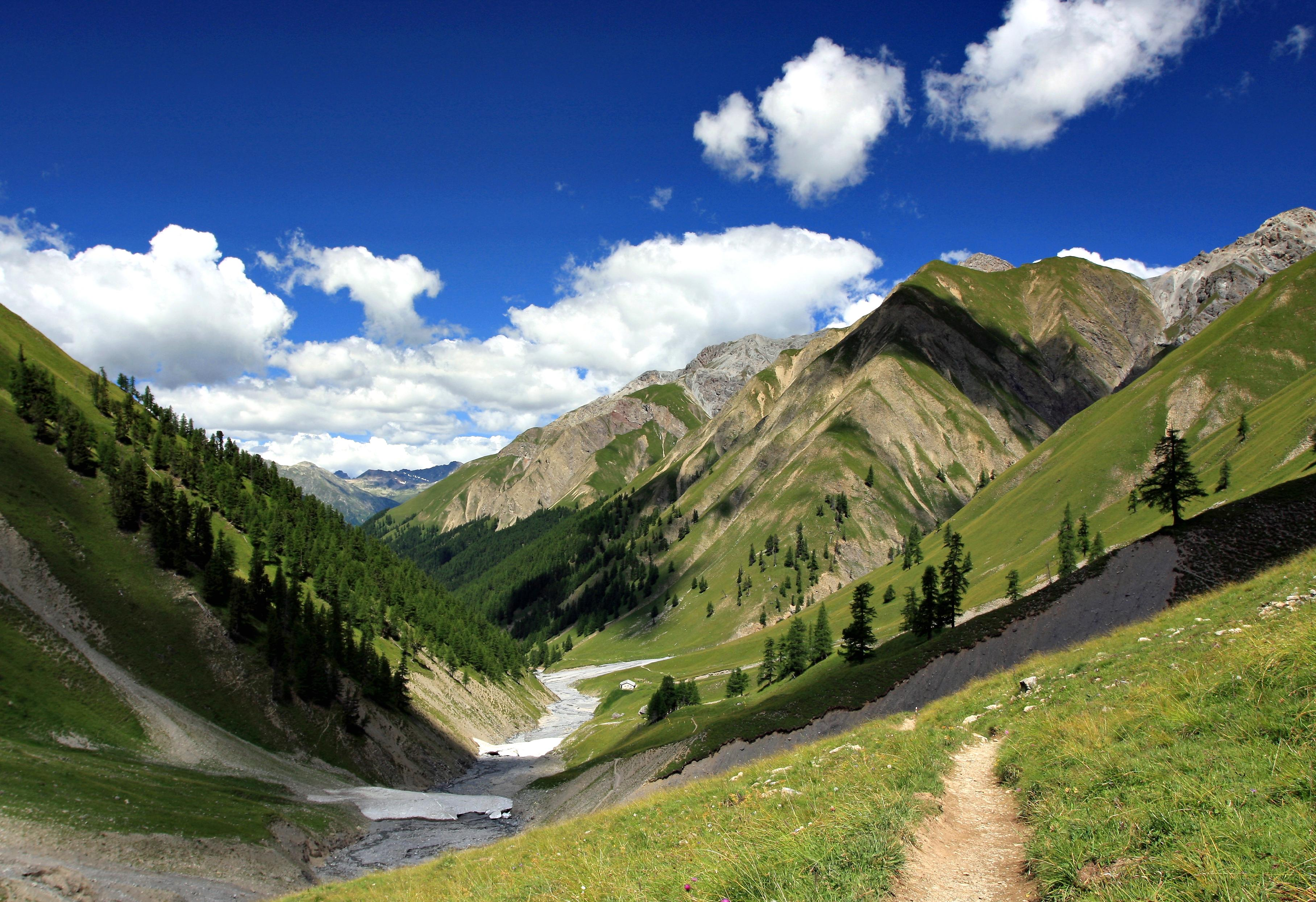
スイス国立公園の景観

スイスの自然公園はFAPNCH(Federal Act on the Protection of Nature and Cultural Heritage)が維持・管理を行っており、以下の3つに大別される。
- スイス国立公園[3]
- 地方自然公園 (16か所)[3]
- 自然体験公園 (Wildnispark Zurich Sihlwald)[3]

スイス国立公園と自然体験公園は立ち入りが厳しく制限されている。